# 德米特里·谢皮洛夫
德米特里·特罗菲莫维奇·谢皮洛夫（羅馬化：Dmitriy Trofimovich Shepilov；1905年10月23日（11月5日）—1995年8月18日），苏联政治人物。1956年6月至1957年2月，担任苏联外交部长。

## 生平
1905年，生于俄罗斯帝国外里海州阿什哈巴德（今属土库曼斯坦）。1922年，在莫斯科大学法律系学习。1931年，在农经系学习；后被分配西伯利亚国营农场的政治部工作。 1941年至1945年苏德战争时期，在部队服役，二战结束后，任苏军总政治部宣传鼓动部副部长。
1946年，任苏共中央宣传鼓动部任第一副部长。1948年，任中央宣传鼓动部部长。1952年，任《真理报》总编。1953年，为苏联科学院通讯院士。1955年，任苏共中央书记处书记。1956年，任外交部长。
1957年，再任苏共中央书记处书记，同年因参与反对赫鲁晓夫的活动被划入“反黨集團”并被开除出苏共中央。1960年，调到苏联部长会议档案总局任档案员。1962年，被开除苏共，撤消院士称号。1976年，恢复党籍和党龄。1982年，退休。

## 著作
- 《政治经济学（教科书）》，与康斯坦丁·奥斯特罗维季扬诺夫等人编写，于1954年由苏联科学院经济研究所首次出版